# 奮鬥 (1978年電視劇)
《奮鬥》（英語：Conflict）是香港電視廣播有限公司製作長篇劇集，於1978年10月2日首播，共85集，監製李添勝。由周潤發、金興賢、石修、趙雅芝等主演。

## 重播
該劇自1981年在翡翠台及2007年5月14日至9月7日星期一至五於無綫經典台的「翡翠長情」內重播。

## 故事大綱
一個表達大時代中「貧與富」、「新與舊」、「正與邪」的衝突的故事。
徐承熙(周潤發)為船廠少東，剛從外國回來，充滿雄心壯志，回家後卻發覺長姊承芳(南紅)的經營手法已追不上時代，而二哥承勳(金興賢)品性馴良，對改革之事有心無力，熙忍無可忍，離家創業。
熙與船廠工人莫偉(郭峰)另立門戶，初時荊棘滿途，但二人勤奮合作，又得熙之歌星長嫂秦靈(曾慶瑜)支援，新船廠漸上軌道。時勳受妻子靈被唱片公司老板羅達揚(馮淬帆)慫恿復出影響，對家業更無心料理。舅父之子狄輝(石修)趁機加緊追求徐家三女承菲(趙雅芝)，圖謀將船廠據為己有......
承熙事業有成，不忍見家業被毀，顧念親情的他毅然返家協助姊兄重建祖業，並使之變成多元化企業。至此，新舊兩派衝突終於結束。

## 演員表

### 徐家
- 李香琴 飾 徐狄筱梅
- 南　紅 飾 徐承芳
- 金興賢 飾 徐承勳
- 趙雅芝 飾 徐承菲
- 周潤發 飾 徐承熙
- 羅國維 飾 施福球
- 曾慶瑜 飾 秦　靈
- 周　驄 飾 沈浩雲
- 梁淑卿 飾 勤　姐

### 狄家
- 周　吉 飾 狄世昌
- 佩　雲 飾 狄張秀萍
- 石　修 飾 狄　輝

### 莫家
- 白文彪 飾 莫　牛
- 高　崗 飾 莫　宏
- 郭　鋒 飾 莫　偉
- 韋以茵 飾 莫　冰
- 艾　迪 飾 莫　基
- 陳齊頌 飾 江　嫂
- 梁志麟 飾 B    頭

### 羅家
- 馮淬帆 飾 羅達揚
- 陳嘉儀 飾 羅葉秋遲
- 鄭大衛 飾 David
- 黃潔莊 飾 ME ME

### 潘家
- 關海山 飾 潘志中醫生
- 羅　蘭 飾 潘王素文
- 廖安麗 飾 Jo Jo

### 宋家
- 葉夏利 飾 宋明樊
- 姚　煒 飾 周　易（宋太）

### 林家
- 江　毅 飾 林忠發
- 上官玉 飾 林王淑英

### 船廠員工
- 何壁堅 飾 劉世傑 (廠長)
- 何貴林 飾 王　華
- 鍾志強 飾 徐　四
- 韓燕妮 飾 美美 (徐承勳秘書)
- 徐廣林 飾 大隻雷
- 石中玉 飾 何   根
- 曹 濟 飾 陳   江
- 陳伯元 飾 船廠門工
- 饒偉強 飾 張   成 (副廠長)
- 陳家碧 飾 蘇小姐 (秘書)
- 莫慶廉 飾 王孝光 (行政部主任)

### 其他演員
- 鄭少萍 飾 昌　嫂
- 華　娃 飾 芳　韻
- 張武孝 飾 葉　鏗
- 談泉慶 飾 藍保羅
- 黃愷欣 飾 梁　瑤
- 朱瑞棠 飾 孫老師
- 黃栢文 飾 包　有
- 劉天蘭 飾 Agnes
- 葉 萍 飾 秦靈姨媽

## 主題曲
《奋斗》为香港无线电视1978年推出的同名电视剧主题曲，此曲是由顾嘉煇兼任作編曲、黄霑填词，主题曲由甄妮主唱；收錄于甄妮于同年首次推出的粵語专辑《奋斗》內。

## 劇集歌曲列表
主題曲《奮鬥》
- 作曲：顧嘉煇
- 作詞：黃霑
- 主唱：甄妮

插曲：《明日話今天》
- 作曲：中村泰士（日语：中村泰士）
- 作詞：盧國沾
- 編曲：顧嘉煇
- 主唱：曾慶瑜

## 電視節目的變遷
| 英屬香港 無綫電視翡翠台 翡翠劇場 · 星期一至五 19:05-20:00 | 英屬香港 無綫電視翡翠台 翡翠劇場 · 星期一至五 19:05-20:00 | 英屬香港 無綫電視翡翠台 翡翠劇場 · 星期一至五 19:05-20:00 |
| --------------------------------------------------------- | --------------------------------------------------------- | --------------------------------------------------------- |
|                                                           | 奮鬥 （1978年10月2日 - 1979年1月26日）                    |                                                           |
| 強人 （1978年5月1日 - 1978年9月29日）                     | 天虹 （1979年1月29日 - 1979年5月25日）                    |                                                           |

## 外部連結
- 無綫電視官方網頁–奮鬥 （页面存档备份，存于）
- 《奮鬥》 GOTV 第1集重温